# Ascocoryne sarcoides
A Ascocoryne sarcoides é uma espécie de fungo da família Helotiaceae. Anteriormente conhecida como Coryne sarcoides, sua história taxonômica é complexa devido à capacidade de apresentar formas sexuadas e assexuadas. Este fungo comum se manifesta como uma massa gelatinosa de discos rosados ou roxos. Amplamente distribuído na América do Norte, Eurásia e Oceania, o A. sarcoides é um fungo saprófito que cresce em grupos nos troncos e galhos em uma variedade de madeiras mortas. Estudos de campo indicam que a colonização do cerne de Picea mariana por A. sarcoides confere certa resistência a infecções adicionais por fungos causadores de podridão.

## Taxonomia

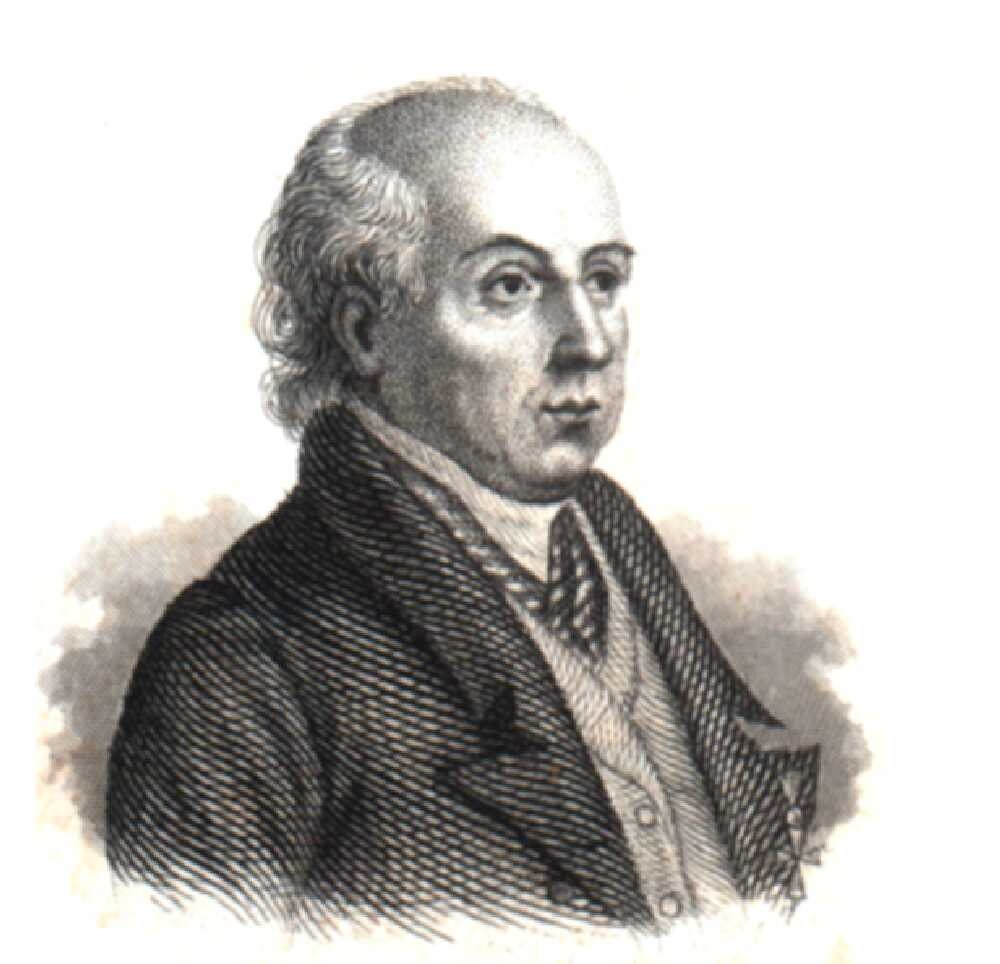
Nikolaus Joseph von Jacquin descreveu A. sarcoides pela primeira vez em 1781

A história taxonômica deste fungo é complicada pelo fato de seu ciclo de vida permitir tanto uma forma assexuada (produzindo esporos assexuados, ou conídios) quanto uma forma sexuada (produzindo esporos sexuados); ao longo do tempo, diferentes autores atribuíram nomes a uma ou outra forma, muitas vezes em desacordo com as regras aceitas de nomenclatura fúngica. Foi originalmente descrito em 1781 pelo cientista holandês Nikolaus Joseph von Jacquin como Lichen sarcoides. Christian Hendrik Persoon o chamou de Peziza sarcoides em 1801. Elias Magnus Fries, em sua publicação de 1822, Systema Mycologicum, descreveu o estado assexuado do fungo como Tremella sarcoides. O nome de gênero Coryne foi usado pela primeira vez em 1851 por Bonorden, que propôs Coryne sarcoides para o estado assexuado; em 1865, os irmãos Tulasne (Charles e Louis René) usaram Coryne para se referir tanto às formas sexuadas quanto assexuadas. Foi designado como espécie-tipo do gênero em uma publicação de 1931 por Clements e Shear.
Décadas depois, ficou evidente que o nome Coryne sarcoides violava as convenções de nomenclatura impostas pelos taxonomistas de fungos — especificamente, a espécie foi nomeada com base no estado assexuado. Assim, em 1967, Groves e Wilson propuseram o novo nome de gênero Ascocoryne para acomodar o estado sexuado. O estado conidial deste fungo é Coryne dubia Persoon ex S.F. Gray (sinônimo de Pirobasidium sarcoides von Hoehnel). O epíteto específico deriva do grego sarkodes e significa "carnoso, semelhante a carne", vindo de σάρξ (sarx, sarc- em compostos), "carne", e o sufixo adjetival comum -οειδής (-oeides), "semelhante".

## Descrição
Este fungo é caracterizado por um apotécio de cor roxo-rosada e consistência mais ou menos gelatinosa. Os apotécios, com diâmetro geralmente entre 0,5 e 1,5 cm, começam com uma forma aproximadamente esférica, depois se achatam, tornando-se em forma de taça rasa com borda ondulada e superfície superior lisa. A superfície inferior pode ser coberta por pequenas partículas (granulada), e os apotécios são fixados diretamente à superfície de crescimento (sésseis) ou possuem um estipe rudimentar. Os apotécios são acompanhados por uma forma conidial, na qual esporos assexuados são gerados. A forma conidial consiste em esporodóquios, uma massa de apotécio assexuado em forma de almofada composta por conidióforos curtos (estruturas especializadas que produzem conídios). Os esporodóquios têm cor e consistência semelhantes aos apotécios, mas variam muito em forma, geralmente sendo em formato de clava, colher ou língua, e carregam conídios minúsculos, cilíndricos, retos ou curvados. Conforme o fungo amadurece e os apotécios crescem e se pressionam uns contra os outros, eles se fundem, formando uma massa gelatinosa e irregular. A carne, semelhante à aparência do fungo, é roxo-rosada e gelatinosa. O odor e o sabor de A. sarcoides não são marcantes e não é considerado comestível.

### Características microscópicas
Os esporos são translúcidos (hialinos), lisos, têm forma elipsoide e dimensões de 12–16 por 3–5 μm. Os esporos contêm uma ou duas gotículas de óleo. A esporada é branca. A forma assexuada (conidial) do fungo produz esporos lisos e hialinos com 3–3,5 por 1–2 μm. Os ascos (células que produzem esporos sexuados) têm formato cilíndrico, com dimensões de 115–125 por 8–10 μm. As paráfises (células filamentosas estéreis entre os ascos) são cilíndricas com pontas ligeiramente inchadas e poucas ramificações.

### Espécies semelhantes
A Ascocoryne cylichnium, outra espécie pequena e gelatinosa de cor violeta, possui apotécios mais frequentemente em forma de taça e esporos maiores (20–24 por 5,5–6 μm). Devido à semelhança com fungos gelatinosos, a A. sarcoides já foi confundida com as espécies de basidiomicetos Auricularia auricula e Tremella foliacea. A T. foliacea é maior, marrom e tem aparência folhosa. A A. auricula também é maior, geralmente marrom, em forma de disco ou orelha, com a superfície inferior nervurada. Microscopicamente, Tremella foliacea e A. auricula são facilmente distinguidas de A. sarcoides pela presença de basídios (em vez de ascos).
Outras espécies semelhantes incluem Bulgaria inquinans e Exidia glandulosa, e algumas do gênero Pachyella (geralmente produzindo discos mais escuros, largos e achatados).

## Habitat e distribuição
Esta espécie tem ampla distribuição em áreas florestais da América do Norte e Europa. Como fungo saprófito, obtém nutrientes de matéria orgânica em decomposição e, por isso, é geralmente encontrado crescendo em tocos e troncos de árvores decíduas caídas. No entanto, também aparece em várias árvores vivas. Por exemplo, na Europa, foi encontrado nos caules de Picea abies na Finlândia, França, Grã-Bretanha, Noruega, e Alemanha.
Outros locais de coleta incluem Austrália, Chile, China, Cuba, Islândia, Coreia, e Taiwan. No Havaí, cresce em troncos caídos de Cibotium e Aleurites. A A. sarcoides ocorre com mais frequência no final do verão e no outono.

## Papel na decomposição de árvores

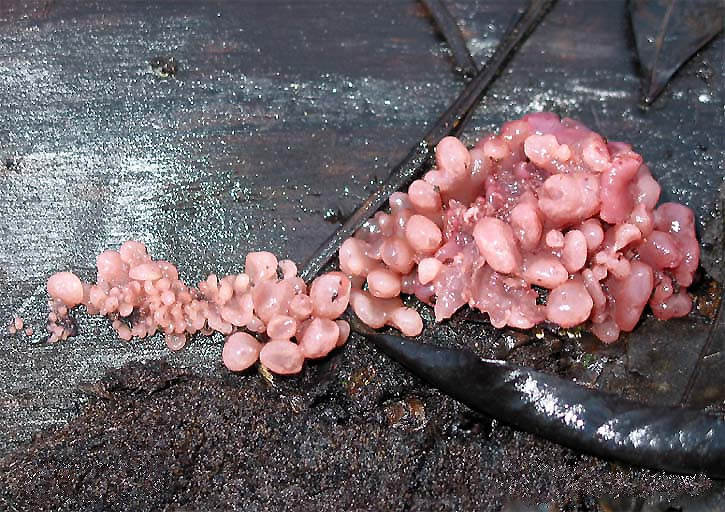
Espécime encontrado em uma floresta de faias e carvalhos na Bélgica

Diversos estudos de campo realizados na região da floresta boreal do norte de Ontário (Canadá) mostraram que a A. sarcoides está frequentemente associada a várias árvores decíduas e coníferas afetadas pela doença fúngica conhecida como podridão do cerne; essa descoberta foi considerada incomum, pois a maioria das infecções fúngicas em árvores é causada por basidiomicetos, não por ascomicetos. No caso da espécie comercialmente valiosa Picea mariana, determinou-se que a colonização prévia por A. sarcoides reduz a incidência de infecções subsequentes por patógenos fúngicos comuns, como Fomes pini e Scytinostroma galactina; além disso, a A. sarcoides pode existir na madeira sem efeitos nocivos perceptíveis ao hospedeiro. Uma relação semelhante foi demonstrada posteriormente com Pinus banksiana, onde a A. sarcoides inibiu Peniophora pseudopini, mas teve pouco efeito no crescimento subsequente de Fomes pini. O estudo também mostrou que a A. sarcoides é isolada mais frequentemente de madeira defeituosa à medida que a idade da árvore aumenta (as árvores examinadas tinham mais de 80 anos) e que pode infectar tanto o cerne não infectado quanto madeira previamente decomposta; neste último caso, geralmente coexiste com outros fungos causadores da decomposição.

## Pesquisa

### Compostos bioativos

Fórmula esquelética de ascocorynina

Os terfenilquinonas são compostos químicos amplamente distribuídos entre os fungos. O Ascocoryne sarcoides contém uma terfenilquinona chamada ascocorynina — um derivado do composto benzoquinona. Esse pigmento, quando em solução alcalina, torna-se violeta escuro, semelhante à cor dos apotécios do fungo. A ascocorynina possui atividade antibiótica moderada e demonstrou, em testes de laboratório, inibir o crescimento de várias bactérias gram-positivas, incluindo o organismo comum de deterioração de alimentos Bacillus stearothermophilus; no entanto, não afeta o crescimento de bactérias gram-negativas nem possui atividade antifúngica.

### Compostos orgânicos voláteis
Em 2008, um isolado de A. sarcoides foi observado produzindo uma série de voláteis, incluindo álcoois, cetonas e alcanos de 6 a 9 carbonos. Essa mistura foi chamada de "micodiesel" devido à semelhança com algumas misturas de combustível existentes. Os pesquisadores sugeriram que isso, combinado com sua capacidade de digerir celulose, o torna uma fonte potencial de biocombustível. O isolado foi originalmente identificado como Gliocladium roseum, mas sua taxonomia foi posteriormente revisada para Ascocoryne sarcoides. Seu genoma foi sequenciado em 2012 para determinar a base genética da produção desses voláteis.